# Epimecis disserptaria
Epimecis disserptaria là một loài bướm đêm trong họ Geometridae.